# Stärkelsbach
Der Stärkelsbach ist ein 7,2 km langer, orografisch linker Zufluss der Werra im Landkreis Hersfeld-Rotenburg im nördlichen Hessen.

## Name
Der Bach wird 1613 als Sterckleß Bach erstmals schriftlich erwähnt. Der Name stammt von einer Ortswüstung, die im Jahr 1355 als Starkols urkundlich genannt wird.

## Geographie

### Verlauf
Der Lauf des Stärkelsbachs beginnt in einer außer im Ostnordosten überall von bewaldeten Hängen umgebenen, kurzen Talwiese am Ostrand des bis zu 525 m ü. NHN Meter hohen Dreienbergs, der nördlichsten Erhebung des Mittelgebirges Rhön, rund 200 Meter nördlich der Burgruine Dreienburg, die auf einem fast 100 Meter höheren, nach Osten auskragenden Muschelkalk-Bergsporn thronte. Nach etwa 0,7 Kilometer nordöstlichen Laufs durch Wiesen quert der Bach den Friedewalder Ortsteil Lautenhausen in nun östlicher Richtung. Nach weiteren etwa 0,8 Kilometern durch Wiesen wird der Stärkelsbach vom Buntsandstein-Hang des sich dort nach Nordosten ausdehnenden Seulingswaldes nach Ostsüdosten abgelenkt; dort gesellt sich auch die aus dem Nordwesten über Acker- und Wiesenland Friedewald herankommende Bundesstraße 62 zum Stärkelsbach, dessen Lauf am Südrand des Seulingswaldes sie zunächst auf dessen linker Seite folgt, während gegenüber weiterhin Wiesen das Bachufer säumen. Nach weiteren etwa 700 Metern erreicht der Bach den Philippsthaler Ortsteil Unterneurode, wo ihm von Südwesten her das von Friedewald-Hillartshausen kommende Hillartshäuser Wasser zufließt und die Bundesstraße auf seine rechte Seite wechselt. Nachdem er zunächst etwas mehr als einen Kilometer ostwärts, dann einen knappen Kilometer südostwärts den am Unterhang teilweise auch unbewaldeten Ausläufern des Seulingswaldes gefolgt ist, erreicht der nun von Gehölz gesäumte Stärkelsbach das Dorf Heimboldshausen, das er von West nach Ost durchquert. Kaum einen Viertelkilometer, nachdem ihn noch die westlich des Flusses und parallel zu ihm verlaufende Bahnstrecke Gerstungen–Vacha im Bereich des früheren Bahnhofs überquert hat, mündet der Stärkelsbach von links in die Werra.
In der naturräumlichen Gliederung Deutschlands des Instituts für Landeskunde Bad Godesberg werden der Quellbereich am Dreienberg und der Oberlauf der „Soisberger Kuppenrhön“ und der Mittellauf dem Ausläufer des „Seulingswaldes“ im „Fulda-Werra-Bergland“ zugeordnet. Der Mündungsbereich bei Heimboldshausen liegt im „Dorndorf-Heringer Werratal“ des „Salzunger Werraberglands“. Sie gehören alle zu der Haupteinheitengruppe des „Osthessischen Berglands“.

### Einzugsgebiet
Das Einzugsgebiet des Stärkelsbachs umfasst 15,5 km². Es grenzt im Norden an das des Herfabachs, der weiter abwärts ebenfalls in die Werra mündet, im Süden an das des Zellersbachs, der diese ebenfalls in Heimboldshausen, aber oberhalb des Stärkelsbachs erreicht, im Westen an das der (südlichen) Solz, die von rechts in die Fulda mündet und im Nordwesten gegen den Kothebach, der der Solz zuläuft; der Abschnitt der Gesamtwasserscheide unter anderem über den Dreienberg gegen diese letzten beiden Gewässer ist deshalb hydrologisch der bedeutendste.

### Zuflüsse
- Hillartshäuser Wasser, von rechts und Südwesten bei Philippsthal-Unterneurode

## Unterschutzstellung
Der Stärkelsbach hinter Lautenhausen bis zu seiner Mündung in die Werra, wobei die Ortslage von Heimboldshausen ausgeklammert wurde, gehört zum Fauna-Flora-Habitat(FFH)-Gebiet „Werra zwischen Philippsthal und Herleshausen“. Das 97,93 Hektar große FFH-Gebiet, mit der Gebietsnummer 5125-350 und dem WDPA-Code 555520483, soll das thüringische FFH-Gebiet 5328-305 „Werra bis Treffurt mit Zuflüssen“ ergänzen. Die Werra fließt von ihren Quellgebieten bis zum Beginn des Unteren Werratals bei Treffurt, mit Ausnahme zweier Bereiche, in denen sie Flächen des Landes Hessen durchquert, durch Thüringen. Mit einem „Randabgleich“ wurden die beiden hessischen Teilstrecken ebenfalls in das europaweite Schutzgebietssystem Natura 2000 integriert, um den Fluss durchgehend zu schützen. In diesen hessischen Abschnitten bildet ausschließlich die Werra das FFH-Gebiet, ohne die angrenzenden Auenbereiche. Am Stärkelsbach hingegen erstreckt sich der geschützte Bereich darüber hinaus mit einer Breite von rund zehn Metern über beide Ufer. Nach den Ergebnissen der Grunddatenerfassung befindet sich der Stärkelsbach außerhalb der Ortslagen in einem bedingt naturnahen Zustand. Innerhalb der Ortschaften jedoch ist der Bach über weite Strecken begradigt, stark befestigt und abschnittsweise verrohrt.
Von Bedeutung ist der Stärkelsbach für Bachneunaugen und Groppen, die in allen Altersstadien nachgewiesen werden konnten. Sie gehören zu den im Anhang II der FFH-Richtlinie aufgelisteten Arten von gemeinschaftlichem Interesse, für deren Erhaltung besondere Schutzgebiete im Natura-2000-Netz eingerichtet werden müssen. Neben den Zielsetzungen der FFH-Richtlinie gelten für die Werra und den Stärkelsbach auch die Bestimmungen der Europäischen Wasserrahmenrichtlinie, die als gleichrangig zu beachten sind.